# Енкарнасьйон
Енкарнасьйо́н (гуар. Encarnación, раніше Ітапу́а , Itapúa) — місто в Парагваї. Населення міста — 70000 мешканців (2006). Третє за розміром місто Парагваю, адміністративний центр департаменту Ітапуа і економічний центр південно-західного регіону. Неформальна столиця українців Парагваю.

## Географія
Розташоване за 235 км на південний схід від столиці країни міста Асунсьйон на березі річки Парана навпроти аргентинського міста Посадас, з яким його з'єднує міст, побудований у 1987 році. За свій м'який клімат Енкарнасьйон часто називають «Перлиною Півдня».

### Клімат
Місто знаходиться у зоні, котра характеризується вологим субтропічним кліматом. Найтепліший місяць — січень із середньою температурою 27.2 °C (81 °F). Найхолодніший місяць — червень, із середньою температурою 16.7 °С (62 °F).
| Клімат Енкарнасьйона    | Клімат Енкарнасьйона | Клімат Енкарнасьйона | Клімат Енкарнасьйона | Клімат Енкарнасьйона | Клімат Енкарнасьйона | Клімат Енкарнасьйона | Клімат Енкарнасьйона | Клімат Енкарнасьйона | Клімат Енкарнасьйона | Клімат Енкарнасьйона | Клімат Енкарнасьйона | Клімат Енкарнасьйона | Клімат Енкарнасьйона |
| Показник                | Січ.                 | Лют.                 | Бер.                 | Квіт.                | Трав.                | Черв.                | Лип.                 | Серп.                | Вер.                 | Жовт.                | Лист.                | Груд.                | Рік                  |
| Абсолютний максимум, °C | 38                   | 37                   | 38                   | 35                   | 33                   | 35                   | 32                   | 33                   | 37                   | 38                   | 39                   | 39                   | 39                   |
| Середній максимум, °C   | 31                   | 30                   | 29                   | 25                   | 22                   | 20                   | 20                   | 22                   | 23                   | 26                   | 28                   | 30                   | 26                   |
| Середня температура, °C | 27                   | 26                   | 25                   | 21                   | 18                   | 16                   | 16                   | 17                   | 19                   | 22                   | 23                   | 26                   | 21                   |
| Середній мінімум, °C    | 22                   | 22                   | 21                   | 17                   | 14                   | 12                   | 12                   | 13                   | 15                   | 17                   | 19                   | 21                   | 17                   |
| Абсолютний мінімум, °C  | 10                   | 5                    | 6                    | 4                    | 1                    | −2                   | −2                   | −1                   | 0                    | 0                    | 7                    | 10                   | −2                   |
| Норма опадів, мм        | 130                  | 170                  | 140                  | 160                  | 150                  | 130                  | 100                  | 100                  | 140                  | 180                  | 140                  | 130                  | 1720                 |
| ----------------------- | -------------------- | -------------------- | -------------------- | -------------------- | -------------------- | -------------------- | -------------------- | -------------------- | -------------------- | -------------------- | -------------------- | -------------------- | -------------------- |
| Джерело: Weatherbase    |                      |                      |                      |                      |                      |                      |                      |                      |                      |                      |                      |                      |                      |

## Історія
Місто було засноване єзуїтами в 1615 році. Воно стало важливим центром після проведення залізниці в 1854 році. Сьогодні місто ділиться на дві головні частини — старе місто біля річки і новіший діловий район далі углиб країни.
Зараз місто — «карнавальна столиця» Парагваю, де щорічно проходить карнавал у бразильському стилі.
Більшість мешканців мають походження з народу гуарані, частину складають іспанські переселенці та інші іммігранти: німці, українці, японці, араби, новозеландці, китайці і поляки.

## Українці міста

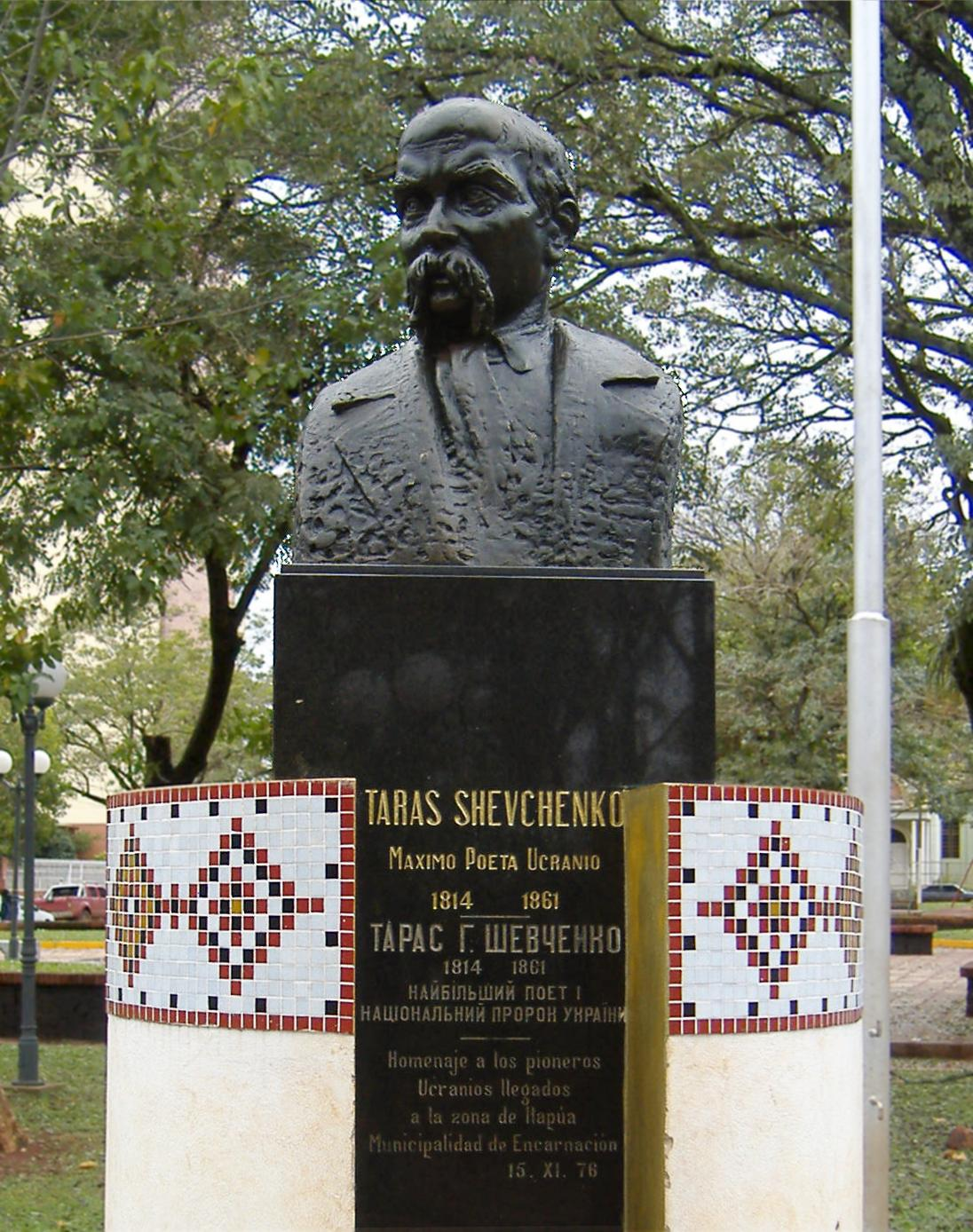
Погруддя Тараса Шевченка на площі де Армас

Є доволі значна громада, яку започаткували емігранти з Волині та Полісся. На знак поваги до вкладу української громади в розвиток Енкарнасьйона вирішили на прапорі міста зобразити барви українського національного стягу.
Українська громада поставила центральній площі Пласа де Армас погруддя Тараса Шевченка у місті. На його відкриття приїжджав Президент Парагваю, уродженець міста Альфредо Стресснер. Також на цій же площі встановлено меморіальний знак пам'яті жертв Голодомору 1932—1933 років в Україні.
В місті діє Свято-Георгіївський православний храм та храм УГКЦ.
Штаб-квартири більшості організацій, заснованих українцями в Парагваї, на сьогодні знаходяться в Енкарнасьйоні.

## Відомі люди

### Народилися
- Томас Ромеро Перейра — тимчасовий виконувач обов'язків Президента Парагваю 1954 року.
- Альфредо Стресснер — президент (диктатор) Парагваю з 1954 до 1989 року.